# Korea Professional Football League 1989
La Korea Professional Football League 1989 è stata la 7ª edizione della massima serie del campionato sudcoreano di calcio, disputata dal 25 marzo al 28 ottobre 1989.

## Squadre partecipanti
| Club partecipanti      | Stagione 1988 |
| ---------------------- | ------------- |
| POSCO Atoms            | 1°            |
| Hyundai Horang-i       | 2°            |
| Yukong Elephants       | 3°            |
| Lucky-Goldstar Hwangso | 4°            |
| Daewoo Royals          | 5°            |
| Ilhwa Chunma           | -             |

## Classifica finale
| Pos | Squadra                | Pt | G  | V  | N  | P  | GF | GS | DR  |
| --- | ---------------------- | -- | -- | -- | -- | -- | -- | -- | --- |
| 1   | Yukong Elephants       | 49 | 40 | 17 | 15 | 8  | 51 | 40 | +11 |
| 2   | Lucky-Goldstar Hwangso | 47 | 40 | 15 | 17 | 8  | 53 | 40 | +13 |
| 3   | Daewoo Royals          | 42 | 40 | 14 | 14 | 12 | 44 | 44 | 0   |
| 4   | POSCO Atoms            | 40 | 40 | 13 | 14 | 13 | 49 | 50 | -1  |
| 5   | Ilhwa Chunma           | 33 | 40 | 6  | 21 | 13 | 44 | 52 | -8  |
| 6   | Hyundai Horang-i       | 29 | 40 | 7  | 15 | 18 | 34 | 49 | -15 |

Daewoo Royals qualificata alla Coppa delle Coppe dell'AFC 1990-1991

## Risultati[1]
| Jeonju 25 marzo 1989 | Yukong Elephants | 1 – 2 | POSCO Atoms | Jeonju Sports complex |

| Jeonju 26 marzo 1989 | Lucky-Goldstar Hwangso | 2 – 2 | Ilhwa Chunma | Jeonju Sports Complex |

| Jeonju 26 marzo 1989 | Hyundai Horang-i | 1 – 2 | Daewoo Royals | Jeonju Sports Complex |

| Pohang 1 aprile 1989 | POSCO Atoms | 0 – 0 | Yukong Elephants | Pohang Stadium |

| Cheongju 1 aprile 1989 | Lucky-Goldstar Hwangso | 0 – 1 | Ilhwa Chunma | Cheongju Stadium |

| Busan 2 aprile 1989 | Daewoo Royals | 3 – 1 | Hyundai Horang-i | Gudeok Stadium |

| Anyang 8 aprile 1989 | Yukong Elephants | 1 – 2 | Daewoo Royals | Anyang Stadium |

| Pohang 8 aprile 1989 | POSCO Atoms | 0 – 1 | Lucky-Goldstar Hwangso | Pohang Stadium |

| Gangneung 9 aprile 1989 | Hyundai Horang-i | 2 – 1 | Ilhwa Chunma | Gangneung Stadium |

| Busan 14 aprile 1989 | Daewoo Royals | 0 – 1 | Yukong Elephants | Gudeok Stadium |

| Gangneung 15 aprile 1989 | Hyundai Horang-i | 0 – 0 | Ilhwa Chunma | Gangneung Stadium |

| Cheongju 16 aprile 1989 | Lucky-Goldstar Hwangso | 2 – 1 | POSCO Atoms | Cheongju Stadium |

| Gangneung 21 aprile 1989 | Hyundai Horang-i | 1 – 2 | Yukong Elephants | Gangneung Stadium |

| Cheonan 22 aprile 1989 | Lucky-Goldstar Hwangso | 1 – 1 | Daewoo Royals | Cheonan Stadium |

| Pohang 23 aprile 1989 | POSCO Atoms | 1 – 3 | Ilhwa Chunma | Pohang Stadium |

| Busan 28 aprile 1989 | Daewoo Royals | 1 – 0 | Lucky-Goldstar Hwangso | Gudeok Stadium |

| Seul 29 aprile 1989 | Ilhwa Chunma | 1 – 2 | POSCO Atoms | Dongdaemun Stadium |

| Seongnam 30 aprile 1989 | Yukong Elephants | 2 – 1 | Hyundai Horang-i |  |

| Busan 6 maggio 1989 | Daewoo Royals | 1 – 0 | Ilhwa Chunma | Gudeok Stadium |

| Gangneung 6 maggio 1989 | Hyundai Horang-i | 0 – 0 | POSCO Atoms | Gangneung Stadium |

| Incheon 7 maggio 1989 | Yukong Elephants | 1 – 0 | Lucky-Goldstar Hwangso | Sungui Stadium |

| Seul 9 maggio 1989 | Ilhwa Chunma | 3 – 3 | Daewoo Royals | Dongdaemun Stadium |

| Pohang 9 maggio 1989 | POSCO Atoms | 0 – 1 | Hyundai Horang-i | Pohang Stadium |

| Cheongju 9 maggio 1989 | Lucky-Goldstar Hwangso | 2 – 0 | Yukong Elephants | Cheongju Stadium |

| Busan 12 maggio 1989 | Daewoo Royals | 1 – 1 | POSCO Atoms | Gudeok Stadium |

| Seul 13 maggio 1989 | Ilhwa Chunma | 0 – 1 | Yukong Elephants | Dongdaemun Stadium |

| Gangneung 14 maggio 1989 | Hyundai Horang-i | 1 – 1 | Lucky-Goldstar Hwangso | Gangneung Stadium |

| Pohang 20 maggio 1989 | POSCO Atoms | 3 – 0 | Daewoo Royals | Pohang Stadium |

| Gwangju 20 maggio 1989 | Yukong Elephants | 1 – 1 | Ilhwa Chunma | Mudeung Stadium |

| Gwangju 20 maggio 1989 | Lucky-Goldstar Hwangso | 3 – 3 | Hyundai Horang-i | Mudeung Stadium |

| Cheonan 26 maggio 1989 | Lucky-Goldstar Hwangso | 1 – 0 | Yukong Elephants | Cheonan Stadium |

| Pohang 28 maggio 1989 | POSCO Atoms | 0 – 2 | Hyundai Horang-i | Pohang Stadium |

| Seul 28 maggio 1989 | Ilhwa Chunma | 3 – 3 | Daewoo Royals | Dongdaemun Stadium |

| Seul 2 giugno 1989 | Daewoo Royals | 2 – 1 | Ilhwa Chunma | Dongdaemun Stadium |

| Anyang 3 giugno 1989 | Yukong Elephants | 0 – 1 | Lucky-Goldstar Hwangso | Anyang Stadium |

| Samcheok 3 giugno 1989 | Hyundai Horang-i | 0 – 0 | POSCO Atoms |  |

| Busan 6 giugno 1989 | Daewoo Royals | 0 – 0 | Hyundai Horang-i | Gudeok Stadium |

| Anyang 6 giugno 1989 | Yukong Elephants | 1 – 0 | POSCO Atoms | Anyang Stadium |

| Seul 6 giugno 1989 | Ilhwa Chunma | 2 – 2 | Lucky-Goldstar Hwangso | Dongdaemun Stadium |

| Jeonju 10 giugno 1989 | Lucky-Goldstar Hwangso | 1 – 1 | Ilhwa Chunma | Jeonju Sports Complex |

| Pohang 10 giugno 1989 | POSCO Atoms | 3 – 3 | Yukong Elephants | Pohang Stadium |

| Chuncheon 10 giugno 1989 | Hyundai Horang-i | 1 – 2 | Daewoo Royals | Civic Stadium |

| Busan 30 giugno 1989 | Daewoo Royals | 1 – 1 | Lucky-Goldstar Hwangso | Gudeok Stadium |

| Seul 1 luglio 1989 | Ilhwa Chunma | 4 – 1 | POSCO Atoms | Dongdaemun Stadium |

| Pyeongtaek 2 luglio 1989 | Yukong Elephants | 2 – 0 | Hyundai Horang-i | Pyeongtaek Stadium |

| Cheongju 7 luglio 1989 | Lucky-Goldstar Hwangso | 2 – 1 | Daewoo Royals | Cheongju Stadium |

| Samcheok 8 luglio 1989 | Hyundai Horang-i | 1 – 1 | Yukong Elephants |  |

| Pohang 8 luglio 1989 | POSCO Atoms | 1 – 1 | Ilhwa Chunma | Pohang Stadium |

| Busan 11 luglio 1989 | Daewoo Royals | 1 – 1 | Yukong Elephants | Gudeok Stadium |

| Cheongju 12 luglio 1989 | Lucky-Goldstar Hwangso | 0 – 0 | POSCO Atoms | Cheongju Stadium |

| Seul 12 luglio 1989 | Ilhwa Chunma | 0 – 0 | Hyundai Horang-i | Dongdaemun Stadium |

| Pohang 15 luglio 1989 | POSCO Atoms | 1 – 1 | Lucky-Goldstar Hwangso | Pohang Stadium |

| Seul 15 luglio 1989 | Yukong Elephants | 1 – 0 | Daewoo Royals | Dongdaemun Stadium |

| Seul 15 luglio 1989 | Ilhwa Chunma | 2 – 2 | Hyundai Horang-i | Dongdaemun Stadium |

| Pohang 19 luglio 1989 | POSCO Atoms | 1 – 2 | Daewoo Royals | Pohang Stadium |

| Seul 19 luglio 1989 | Yukong Elephants | 2 – 2 | Ilhwa Chunma | Stadio Olimpico |

| Seul 19 luglio 1989 | Lucky-Goldstar Hwangso | 1 – 0 | Hyundai Horang-i | Stadio Olimpico |

| Busan 4 agosto 1989 | Daewoo Royals | 0 – 0 | POSCO Atoms | Gudeok Stadium |

| Seul 5 agosto 1989 | Ilhwa Chunma | 2 – 0 | Yukong Elephants | Dongdaemun Stadium |

| Seul 5 agosto 1989 | Hyundai Horang-i | 1 – 0 | Lucky-Goldstar Hwangso | Dongdaemun Stadium |

| Busan 11 agosto 1989 | Daewoo Royals | 0 – 1 | Hyundai Horang-i | Gudeok Stadium |

| Seul 12 agosto 1989 | Yukong Elephants | 3 – 1 | POSCO Atoms | Dongdaemun Stadium |

| Seul 12 agosto 1989 | Ilhwa Chunma | 0 – 0 | Lucky-Goldstar Hwangso | Dongdaemun Stadium |

| Gangneung 15 agosto 1989 | Hyundai Horang-i | 0 – 0 | Daewoo Royals | Gangneung Stadium |

| Seul 15 agosto 1989 | Ilhwa Chunma | 2 – 2 | Lucky-Goldstar Hwangso | Dongdaemun Stadium |

| Pohang 15 agosto 1989 | POSCO Atoms | 1 – 1 | Yukong Elephants | Pohang Stadium |

| Busan 18 agosto 1989 | Daewoo Royals | 0 – 1 | POSCO Atoms | Gudeok Stadium |

| Gangneung 19 agosto 1989 | Hyundai Horang-i | 0 – 1 | Lucky-Goldstar Hwangso | Gangneung Stadium |

| Seul 19 agosto 1989 | Ilhwa Chunma | 0 – 0 | Yukong Elephants | Dongdaemun Stadium |

| Cheongju 22 agosto 1989 | Lucky-Goldstar Hwangso | 3 – 0 | Hyundai Horang-i | Cheongju Stadium |

| Pohang 23 agosto 1989 | POSCO Atoms | 2 – 1 | Daewoo Royals | Pohang Stadium |

| Seongnam 23 agosto 1989 | Yukong Elephants | 2 – 2 | Ilhwa Chunma |  |

| Pohang 26 agosto 1989 | POSCO Atoms | 1 – 0 | Ilhwa Chunma | Pohang Stadium |

| Chuncheon 26 agosto 1989 | Hyundai Horang-i | 1 – 0 | Yukong Elephants | Civic Stadium |

| Cheongju 27 agosto 1989 | Lucky-Goldstar Hwangso | 0 – 0 | Daewoo Royals | Cheongju Stadium |

| Busan 1 settembre 1989 | Daewoo Royals | 3 – 2 | Lucky-Goldstar Hwangso | Gudeok Stadium |

| Seul 2 settembre 1989 | Ilhwa Chunma | 0 – 2 | POSCO Atoms | Dongdaemun Stadium |

| Anyang 3 settembre 1989 | Yukong Elephants | 2 – 2 | Hyundai Horang-i | Anyang Stadium |

| Pohang 6 settembre 1989 | POSCO Atoms | 2 – 2 | Lucky-Goldstar Hwangso | Pohang Stadium |

| Seul 6 settembre 1989 | Yukong Elephants | 2 – 2 | Daewoo Royals | Stadio olimpico |

| Seul 6 settembre 1989 | Ilhwa Chunma | 1 – 0 | Hyundai Horang-i | Stadio olimpico |

| Chuncheon 9 settembre 1989 | Hyundai Horang-i | 0 – 0 | Ilhwa Chunma | Civic Stadium |

| Cheongju 9 settembre 1989 | Lucky-Goldstar Hwangso | 1 – 2 | POSCO Atoms | Cheongju Stadium |

| Busan 10 settembre 1989 | Daewoo Royals | 0 – 1 | Yukong Elephants | Gudeok Stadium |

| Seul 13 settembre 1989 | Hyundai Horang-i | 1 – 1 | POSCO Atoms | Stadio olimpico |

| Seul 13 settembre 1989 | Yukong Elephants | 1 – 1 | Lucky-Goldstar Hwangso | Stadio olimpico |

| Pohang 16 settembre 1989 | POSCO Atoms | 2 – 1 | Hyundai Horang-i | Pohang Stadium |

| Seul 16 settembre 1989 | Ilhwa Chunma | 2 – 3 | Daewoo Royals | Dongdaemun Stadium |

| Cheonan 18 settembre 1989 | Lucky-Goldstar Hwangso | 0 – 2 | Yukong Elephants | Cheonan Stadium |

| Busan 22 settembre 1989 | Daewoo Royals | 2 – 1 | POSCO Atoms | Gudeok Stadium |

| Chuncheon 23 settembre 1989 | Hyundai Horang-i | 0 – 1 | Lucky-Goldstar Hwangso | Civic Stadium |

| Seul 23 settembre 1989 | Ilhwa Chunma | 1 – 1 | Yukong Elephants | Dongdaemun Stadium |

| Incheon 26 settembre 1989 | Yukong Elephants | 1 – 0 | Ilhwa Chunma | Sungui Stadium |

| Pohang 27 settembre 1989 | POSCO Atoms | 2 – 1 | Daewoo Royals | Pohang Stadium |

| Cheongju 27 settembre 1989 | Lucky-Goldstar Hwangso | 2 – 1 | Hyundai Horang-i | Cheongju Stadium |

| Incheon 30 settembre 1989 | Yukong Elephants | 2 – 2 | Hyundai Horang-i | Sungui Stadium |

| Seul 30 settembre 1989 | Ilhwa Chunma | 1 – 2 | POSCO Atoms | Dongdaemun Stadium |

| Busan 1 ottobre 1989 | Daewoo Royals | 1 – 2 | Lucky-Goldstar Hwangso | Gudeok Stadium |

| Pohang 3 ottobre 1989 | POSCO Atoms | 1 – 1 | Ilhwa Chunma | Pohang Stadium |

| Seul 4 ottobre 1989 | Lucky-Goldstar Hwangso | 2 – 0 | Daewoo Royals | Stadio olimpico |

| Seul 4 ottobre 1989 | Hyundai Horang-i | 0 – 2 | Yukong Elephants | Stadio olimpico |

| Cheongju 7 ottobre 1989 | Lucky-Goldstar Hwangso | 2 – 1 | POSCO Atoms | Cheongju Stadium |

| Chuncheon 7 ottobre 1989 | Hyundai Horang-i | 0 – 1 | Ilhwa Chunma | Civic Stadium |

| Busan 8 ottobre 1989 | Daewoo Royals | 2 – 0 | Yukong Elephants | Gudeok Stadium |

| Seul 11 ottobre 1989 | Ilhwa Chunma | 0 – 1 | Daewoo Royals | Dongdaemun Stadium |

| Seul 14 ottobre 1989 | Ilhwa Chunma | 1 – 2 | Hyundai Horang-i | Dongdaemun Stadium |

| Pohang 14 ottobre 1989 | POSCO Atoms | 0 – 1 | Lucky-Goldstar Hwangso | Pohang Stadium |

| Pyeongtaek 15 ottobre 1989 | Yukong Elephants | 2 – 0 | Daewoo Royals | Pyeongtaek Stadium |

| Pohang 18 ottobre 1989 | POSCO Atoms | 2 – 1 | Hyundai Horang-i | Pohang Stadium |

| Seul 18 ottobre 1989 | Lucky-Goldstar Hwangso | 2 – 2 | Yukong Elephants | Stadio olimpico |

| Busan 18 ottobre 1989 | Daewoo Royals | 0 – 0 | Ilhwa Chunma | Gudeok Stadium |

| Anyang 21 ottobre 1989 | Yukong Elephants | 2 – 1 | Lucky-Goldstar Hwangso | Anyang Stadium |

| Gangneung 21 ottobre 1989 | Hyundai Horang.i | 3 – 4 | POSCO Atoms | Gangneung Stadium |

| Busan 21 ottobre 1989 | Daewoo Royals | 0 – 0 | Ilhwa Chunma | Gudeok Stadium |

| Pohang 25 ottobre 1989 | POSCO Atoms | 0 – 1 | Yukong Elephants | Pohang Stadium |

| Seul 25 ottobre 1989 | Hyundai Horang-i | 0 – 1 | Daewoo Royals | Stadio olimpico |

| Seul 25 ottobre 1989 | Lucky-Goldstar Hwangso | 4 – 0 | Ilhwa Chunma | Stadio olimpico |

| Seul 28 ottobre 1989 | Yukong Elephants | 3 – 2 | POSCO Atoms | Stadio olimpico |

| Seul 28 ottobre 1989 | Ilhwa Chunma | 2 – 2 | Lucky-Goldstar Hwangso | Stadio olimpico |

| Seul 28 ottobre 1989 | Daewoo Royals | 1 – 1 | Hyundai Horang-i | Stadio olimpico |